# Quelque part dans la nuit
Pour plus de détails, voir Fiche technique et Distribution.
Quelque part dans la nuit (titre original : Somewhere in the Night)) est un film noir, réalisé par Joseph L. Mankiewicz, et sorti en 1946. C'est le troisième film de Mankiewicz et son premier pour la 20th Century Fox.

## Synopsis
George Taylor (John Hodiak), soldat de la Seconde Guerre mondiale est de retour chez lui après avoir été blessé au combat. Il souffre d'amnésie et part à la recherche de sa véritable identité qu'il a oubliée. Pour cela, il suit la piste laissée derrière lui par un certain Larry Cravat dont le nom ne lui dit rien, et essaye de déchiffrer une lettre haineuse qu'il a écrite à une femme, morte entre-temps. Ce sont là les seuls repères sur son passé. Ils le conduisent à une affaire de meurtre impliquant de l'argent nazi. 

## Fiche technique
- Titre original : Somewhere in the Night
- Titre français : Quelque part dans la nuit
- Réalisation : Joseph L. Mankiewicz
- Scénario : Howard Dimsdale et Joseph L. Mankiewicz
- Direction artistique : James Basevi et Maurice Ransford
- Costumes : Kay Nelson
- Photographie : Norbert Brodine
- Musique : David Buttolph
- Production : Anderson Lawler, Darryl F. Zanuck
- Société de production et de distribution : 20th Century Fox
- Pays d'origine : États-Unis
- Langue : anglais
- Format : - 35 mm - 1,37:1 - Mono  Noir et blanc
- Genre : Film noir
- Durée : 110 minutes
- Dates de sortie : 
  - États-Unis : 1er juin 1946
  - France : 2  juin 1948
- Affiche : Boris Grinsson (France)

## Distribution
- John Hodiak : George W. Taylor
- Nancy Guild : Christy Smith
- Lloyd Nolan : Lieutenant de police Donald Kendall
- Richard Conte  : Mel Phillips
- Josephine Hutchinson : Elizabeth Conroy
- Fritz Kortner : Dr Anzelmo alias Oracle
- Sheldon Leonard : Sam
- Whit Bissell : John, le barman
- Harry Morgan : accompagnateur de bain
- Lou Nova : Hubert
- Margo Woode : Phyllis

Acteurs non crédités :
- Clancy Cooper : Tom
- John Russell : un capitaine de marine
- Houseley Stevenson : Michael Conroy